# إس. مالكوم جيلز
إس. مالكوم جيلز (بالإنجليزية: S. Malcolm Gillis)‏ هو أكاديمي أمريكي، ولد في 28 ديسمبر 1940 في دوثان في الولايات المتحدة، وتوفي في 4 أكتوبر 2015.

## وصلات خارجية
- إس. مالكوم جيلز على موقع إن إن دي بي (الإنجليزية)